# Dominique Auguste Lereboullet
Dominique Auguste Lereboullet est un médecin et un zoologiste français, né le 19 septembre 1804 à Épinal et mort le 6 octobre 1865 à Strasbourg. Il a été le Doyen de la Faculté des sciences de l'Université de Strasbourg.

## Notes et références

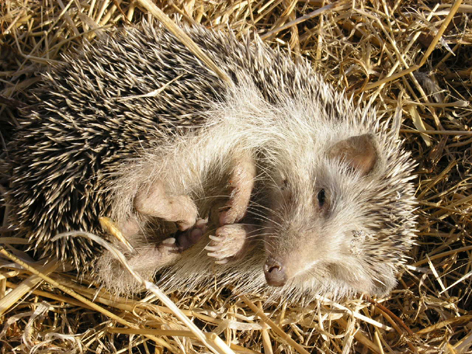
Atelerix algirus ou hérisson d'Algérie (Lereboullet, 1842)

## Biographie
Il commence ses études classiques à Colmar. Après son baccalauréat, il passe une année à Fribourg-en-Brisgau lui permettant d'apprendre la langue allemande. De retour en France en 1827, il entame de brillantes études de médecine (consacrées par plusieurs prix) à Strasbourg où il obtient le 29 août 1832 le titre de docteur. Sa thèse de médecine porte sur le choléra qu'il observe à Paris et à Bar-le-Duc durant l'épidémie de 1832. Il occupe le poste d'aide-bibliothécaire de la Faculté jusqu'en 1832. Il échoue au concours de l'agrégation devant Charles Schützenberger et Gabriel Tourdes. Il devient alors préparateur de zoologie et collaborateur des Archives médicales de Strasbourg, fondées en 1834.
Il fut membre, et même secrétaire, de la Société du muséum d'histoire naturelle de Strasbourg.
Il pratique la médecine tout en faisant des recherches sur l'anatomie comparée et la zoologie. C'est le départ à Paris de Georges Louis Duvernoy (1777-1855), son maître nommé au Collège de France, qui lui permet d'obtenir la chaire de zoologie et d'anatomie comparée à la faculté des sciences de Strasbourg. Il est le premier et le seul en France à enseigner, dès 1839, l'histologie nouvelle fondée sur l'organisation cellulaire des tissus à la suite d'Émile Küss et avant Charles Morel.
L'Académie des sciences le récompense en 1845 pour la publication d'un de ses mémoires sur l'anatomie comparée des organes génitaux chez les vertébrés. L'Académie de médecine fait de même en 1851 concernant un travail sur le foie et l'altération pathologique conduisant au foie gras. En 1863, l'Académie des sciences le récompense à nouveau pour ses recherches sur l'embryologie comparée, notamment chez les poissons. Il s’intéresse également aux invertébrés, notamment aux crustacés.
Il est le père du médecin Léon Lereboullet, (1842-1914) marié à Ida Egger (1846-1927) fille de l'helléniste français Émile Egger et le grand-père de Pierre Lereboullet,(1874-1944).

## Œuvres et publications

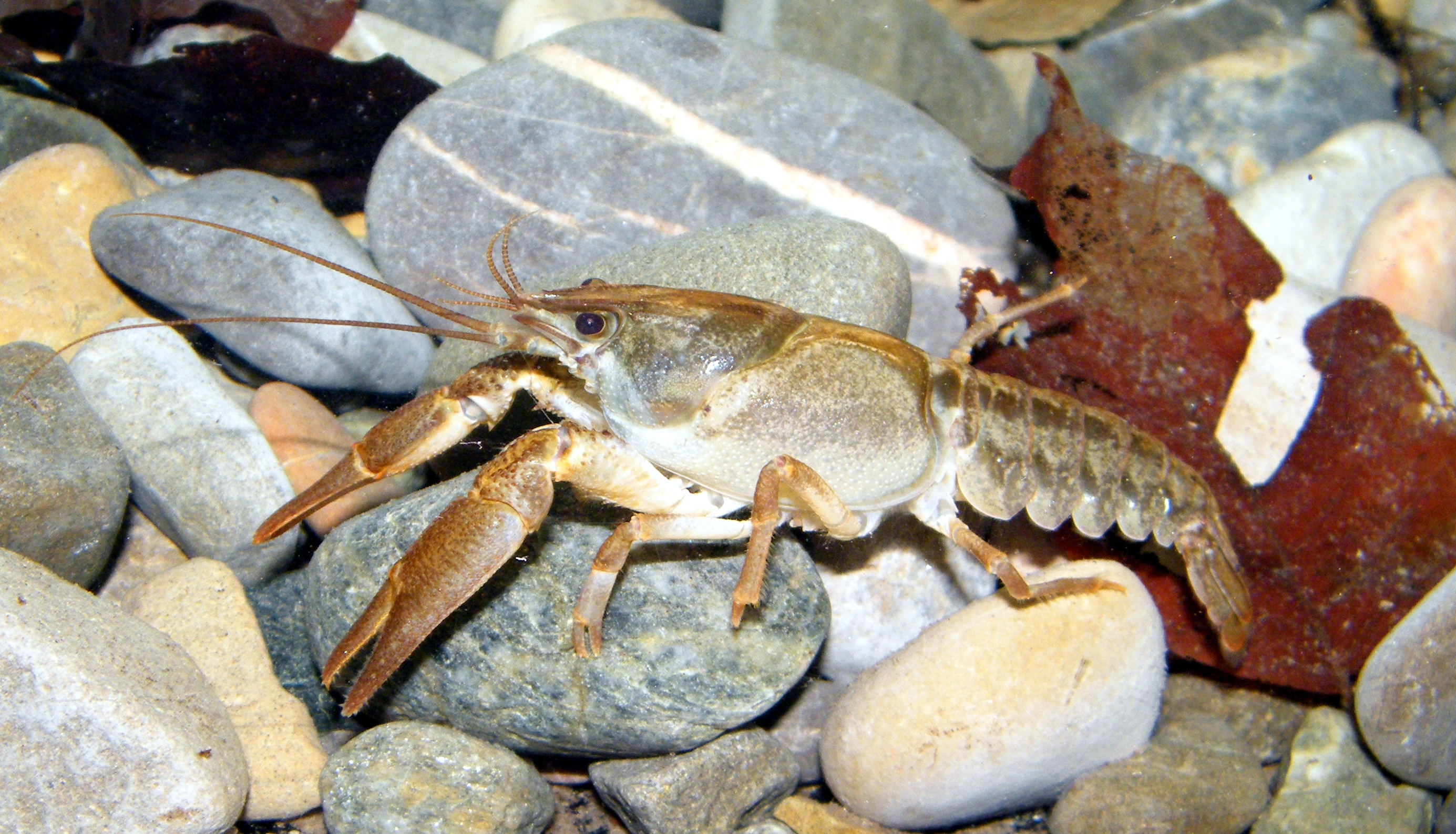
Austropotamobius pallipes (Lereboullet, 1858) ou Écrevisse à pattes blanches.

- Choléra-morbus observé à Paris et dans le département de la Meuse pendant l'année 1832, Strasbourg, [thèse de médecine no 1001], soutenue le 29 août 1832], couronnée par la Société de Médecine de Bruxelles en 1833.
- Propositions sur la respiration des plantes, [thèse de botanique présentée le 10 août 1838] Suivi de : Anatomie comparée de l'appareil respiratoire, dans les animaux vertébrés[13], [thèse d'anatomie comparée présentée le 4 août 1838], Silbermann (Strasbourg), 1838, Texte intégral.
- Notice sur l'épidémie de variole qui a régné à Strasbourg pendant l'année 1833, Silbermann (Strasbourg), 1851, Texte intégral.
- Notice sur le musée d'histoire naturelle de la ville de Strasbourg, Silbermann (Strasbourg), 1851, Texte intégral.
- Esquisses zoologiques sur l'homme [Discours lu, le 13 mai 1841, à la séance publique de la Société des sciences, agriculture et arts du Bas-Rhin], Berger-Levrault (Strasbourg), 1842, Texte intégral.
- Recherches sur l'anatomie des organes génitaux des animaux vertébrés, E. Weber (Breslau et Bonn), 1851, 1 vol. (228 p.-20 f. de pl.) : fig. ; in-4°, lire en ligne sur Gallica et Texte intégral.
- Mémoire sur la structure intime du foie et sur la nature de l'altération connue sous le nom de foie gras, Baillière (Paris), 1853, [prix Portal 1851], Texte intégral
- Coup d'œil sur l'organisation, les mœurs, la distribution géographique et le rôle des oiseaux, Silbermann (Strasbourg), 1855, Texte intégral.
- Coup d'œil sur l'organisation, les mœurs et le rôle des insectes, Silbermann (Strasbourg), 1857, Texte intégral
- Recherches d'embryologie comparée sur le développement de la truite, du lézard et du limnée, Masson (Paris), 1863, Texte intégral
- Recherches d'embryologie comparée sur le développement du brochet, de la perche et de l'écrevisse, Imprimerie impériale (Paris), 1877, Texte intégral.

## Titres, prix et distinctions
- Docteur en médecine.
- Docteur ès sciences.
- Professeur de zoologie et d'anatomie comparée à la Faculté des sciences de Strasbourg.
- Directeur du muséum d'histoire naturelle de Strasbourg.
- Doyen de la Faculté des sciences de l'Université de Strasbourg.
- Chevalier de la Légion d'honneur.
- Prix Portal (1851)[14]
- Prix Alhumbert (1862).